# بيتش فورك
بيتش فورك (بالإنجليزية: Pitchfork) هو مجلة إلكترونية أمريكية تُعنى بالنقد الموسيقي والأخبار والتعليقات والمقابلات مع الفنانين. تأسس الموقع في عام 1996 على يد رايان شرايبر، وكان مكرسًا في بداياته لتغطية الموسيقى المستقلة والبديلة.
لاحقًا، وسع الموقع نطاق تغطيته ليشمل أنواعًا موسيقية متنوعة مثل الإلكترونيكا، والبوب، وهيب هوب، والميتال، وجاز، وغيرها. يُعتبر "بيتش فورك" واحدًا من أبرز وأكثر المنشورات الموسيقية تأثيرًا التي ظهرت في عصر الإنترنت.
في عام 2015، استحوذت شركة كوندي ناست على الموقع. وفي يناير 2024، أعلنت كوندي ناست عن خطط لدمج "بيتش فورك" مع مجلة الرجال GQ، وهي خطوة أثارت انتقادات واسعة ومخاوف بشأن مستقبل الصحافة الموسيقية.

## نظام المراجعات
يشتهر الموقع بنظام تقييماته للألبومات، حيث يمنحها درجة من 0.0 إلى 10.0. ساهمت تقييمات الموقع، خاصة تلك التي تمنح درجات عالية، في إطلاق مسيرة العديد من الفنانين والفرق الموسيقية المستقلة، مثل أركايد فاير، وبون إيفر، وسوفيان ستيفنز.
على الرغم من تأثيره، واجه الموقع انتقادات بأنه يتبنى أسلوبًا نخبويًا ومتعاليًا في بعض الأحيان.

## مهرجان بيتش فورك الموسيقي
أطلق الموقع مهرجانًا موسيقيًا سنويًا يُعرف باسم "مهرجان بيتش فورك الموسيقي" (Pitchfork Music Festival)، والذي أُقيم لأول مرة في شيكاغو عام 2006. امتد المهرجان لاحقًا ليشمل مدنًا أخرى مثل باريس. ومع ذلك، كجزء من عملية الدمج مع GQ، تم الإعلان عن إلغاء المهرجان في عام 2024.

## وصلات خارجية
- الموقع الرسمي